# NGC 148
NGC 148 é uma galáxia lenticular (S0) localizada na direcção da constelação de Sculptor. Possui uma declinação de -31° 47' 10" e uma ascensão recta de 0 horas, 34 minutos e 15,4 segundos.
A galáxia NGC 148 foi descoberta em 27 de Setembro de 1834 por John Herschel.